# مريم بواردي
مريم بواردي أو القديسة مريم بواردي هي راهبة مسيحية عربية ولدت في قرية إعبلين في الجليل شمال فلسطين عام 1846 لعائلة من الروم الكاثوليك. في عام 1860 التحقت براهبات مار يوسف، لكن أبت الأخوات بالسماح لها بالانضمام اليهم. فقادتها راهبةً إلى الكرمل في بو سنة 1867، ودخلت لاحقاً في تلك السنة للرهبنة متخذة اسم «مريم يسوع المصلوب» ساعدت في إيجاد مرسلي الكرمل في منفالور في الهند وعادت إلى فرنسا سنة 1872. بنت دير الكرمليت في بيت لحم عام 1875. وتوفيت في 26 أغسطس 1875.
تم إعلانها طوباوية للكنيسة الكاثوليكية في 13 نوفمبر 1983، بعد موافقة البابا يوحنا بولس الثاني على أنها عاشت «الفضائل المسيحية» وهي المحبة والإيمان والرجاء خلال حياتها الأرضية، ونسبت أعجوبة شفاء لشفاعتها وفي 17 مايو 2015 تم إعلانها قديسة بعد موافقة البابا فرنسيس الأول.